# Речкалова
Речка́лова — деревня в Ирбитском муниципальном образовании Свердловской области России. В окрестностях деревни расположен геоморфологический и ботанический природный памятник Белая Горка.

## Географическое положение
Деревня Речкалова расположена в 18 километрах (по дорогам в 22 километрах) к юго-западу от города Ирбита, на правом берегу реки Ирбит. По юго-восточной окраине деревни проходит автодорога Камышлов — Ирбит, а за ней — ветка Екатеринбург — Устье-Аха Свердловской железной дороги. Возле деревни на ветке расположен остановочный пункт Речкалова. В двух километрах к северо-западу от деревни Речкаловой, на правом берегу реки Ирбит, расположен геоморфологический и ботанический природный памятник Белая Горка — светлые глинистые обнажения девонского периода, место туризма и отдыха.

## История деревни
Деревня была основана в 1638 году Афанасием Речкаловым.
В начале XX века главным занятием жителей было земледелие и работа в городе Ирбите во время ярмарки, куда многие уходили в услужение.
В начале XX века в деревни существовала каменная часовня.

## Население
| 2002 | 2010 | 2021 |
| ---- | ---- | ---- |
| 881  | ↗884 | ↘806 |